# Platytrigona planifrons
Platytrigona planifrons là một loài Hymenoptera trong họ Apidae. Loài này được Smith mô tả khoa học năm 1864.